# 阿達藪鶯
阿達藪鶯（Nesillas aldabrana）是塞舌爾阿尔达布拉环礁特有及已滅絕的一種鶯。

## 特徵
阿達藪鶯長約18-20厘米，翼長6.3厘米，尾巴長8.6厘米。

## 發現及滅絕
阿達藪鶯是於1967年發現，並於1968年基於一個雄鳥、一個雌鳥、三隻蛋及一個巢作出描述。今從未有發現其雛鳥。阿達藪鶯在發現後便失去蹤影，直至1974年至1976年的勘查發現了6隻雄鳥。
到了1983年，阿達藪鶯只餘下一隻雄鳥，成為了世界上最稀有及最受限制的鳥類。牠們被限制在阿爾達市拉群島10公頃的海岸邊。於1986年的研究後，確認牠們已經滅絕，並正式自1994年起列入滅絕的名單。
阿達藪鶯的滅絕可能是因大家鼠、貓及山羊等入侵物種所致。

## 外部連結
- Some Observations on Nesillas aldabranus